# Tülau
Tülau er en kommune i Landkreis Gifhorn i den tyske delstat Niedersachsen. Den ligger centralt i amtet (Samtgemeinde) Brome. I kommunen ligger to landsbyer, Tülau-Fahrenhorst og nord for den, Voitze; Juni 2013 havde Tülau-Fahrenhorst 1.033 indbyggere, og Voitze 460.
Kommunen ligger mellem naturparkerne Südheide og Drömling ved floden Kleinen Aller .